# 田端到
田端 到（たばた いたる 1962年 - ）は、競馬評論家、スポーツライター、編集者。編集プロダクション・有限会社ドラゴンプレス社長。

## 来歴
新潟県出身。早稲田大学政治経済学部中退。週刊誌記者をへて、フリーライターに。主に血統評論家として各種執筆活動をしている。また、近年では日本プロ野球に関するデータ分析の書籍も発行している。
競馬の分野では「王様」の愛称で知られ、毎週の重賞に十万円をつぎ込んでその馬券を公開する連載をやっていたことがある。トータルはプラスだった。
「貧乳」という言葉の考案者でもあり、テレビブロス誌上で最初にこれを使った。また、爆笑問題の本の多くに、構成者として名前が表記されている。

## 著書
- 競馬恐るべき逆転の法則 おいしい穴馬券、ありがとう! ベストブック, 1992.4
- ダービースタリオン血統辞典 双葉社, 1995.5
- 賭けなきゃ書けない!! 馬券で目指せ1000万円 双葉社, 1995.11
- ハズレ馬券クリニック 光文社, 1998.10
- 金満血統馬券王国 出ムチ連打編 田端到,斉藤雄一 アスキー, 1998.12
- パーフェクト種牡馬辞典 1999-2000 産駒完全データ付き 田端到,加藤栄 自由国民社, 1999.6
- パーフェクト種牡馬辞典 2000-2001 産駒完全データ付き 田端到,加藤栄 自由国民社, 2000.6
- 金満血統馬券王国第2巻(太め残り編) 田端到,斉藤雄一 エンターブレイン, 2000.9
- パーフェクト種牡馬辞典 2001-2002 産駒完全データ付き 田端到,加藤栄 自由国民社, 2001.6
- 見つけた!予想の「ツボ」 当印  東邦出版, 2001.9
- 金満血統馬券王国 第3巻(青ランプ点灯編) 田端到,斉藤雄一 エンターブレイン, 2001.12
- ピンポイント調教師辞典 田端到,亀谷敬正 白夜書房, 2002.5
- パーフェクト種牡馬辞典 2002-2003 産駒完全データ付き 田端到,加藤栄 自由国民社, 2002.6
- 金満!!中央競馬イヤーファイル2002前半戦 エンターブレイン, 2002.10
- 金満血統馬券王国 第4巻(末脚爆発編) 田端到,斉藤雄一 エンターブレイン, 2002.12
- 金満血統馬券王国 出ムチ連打編 田端到,斉藤雄一 エンターブレイン, 2002.12
- プロ野球選手録 2003stats データスタジアム株式会社,田端到 エンターブレイン, 2003.4
- パーフェクト種牡馬辞典 2003-2004 産駒完全データ付き 田端到,加藤栄 自由国民社, 2003.6
- Gコネクション '03秋 太陽と月の法則 田端到,亀谷敬正 エンターブレイン 2003.10
- 科学書をめぐる100の冒険 田端到,佐倉統 本の雑誌社, 2003.10
- Complete金満血統王国 「Viva!ヒシミラクル」の巻 田端到,斉藤雄一 エンターブレイン, 2003.12
- プロ野球スタッツ 2004 データスタジアム株式会社,田端到 エンターブレイン 2004.4
- 競馬重賞的中コネクション 2004春の炸裂編 田端到,亀谷敬正 エンターブレイン 2004.5
- パーフェクト種牡馬辞典 2004-2005 産駒完全データ付き 田端到,加藤栄 自由国民社, 2004.6
- 万馬券だけで生活する新しい公式。たとえるなら万券生活 白夜書房, 2004.9
- Perfect金満血統王国 「タイキシャトルをやっつけろ!」の巻 田端到,斉藤雄一 エンターブレイン, 2004.11
- プロ野球データスタジアム 2005 データスタジアム株式会社,田端到 エンターブレイン 2005.4
- パーフェクト種牡馬辞典 2005-2006 産駒完全データ付き 田端到,加藤栄 自由国民社, 2005.6
- 金満血統王国cheers! 万歳!ディープインパクト編 田端到,斉藤雄一 エンターブレイン, 2005.12
- パーフェクト種牡馬辞典 2006-2007 産駒完全データ付き 田端到,加藤栄 自由国民社, 2006.5
- ワニとライオンの野球理論 東邦出版, 2006.10
- 金満血統王国blood calendar どすこいサムソン編 田端到,斉藤雄一 エンターブレイン, 2007.1
- 図解プロ野球「新・勝利の方程式」「送りバント」と「守備力」が優勝を決める 講談社, 2007.2
- 種牡馬辞典 2007-2008 産駒完全データ付き 北野義則編著 田端到監修 自由国民社, 2007.4
- パーフェクト種牡馬辞典 2007-2008 田端到,加藤栄 自由国民社, 2007.5
- セレクト母馬辞典 2007-2008 産駒完全データ付き 北野義則編著  田端到監修 自由国民社, 2007.7
- 金満血統王国 ポストSS時代の新馬券術 田端到,斉藤雄一 エンターブレイン, 2008.3
- 種牡馬辞典 2008-2009 産駒完全データ付き 北野義則編著 田端到監修 自由国民社, 2008.4
- パーフェクト種牡馬辞典 2008-2009 田端到,加藤栄 自由国民社, 2008.5
- セレクト母馬辞典 2008-2009 産駒完全データ付き 北野義則編著 田端到監修 自由国民社, 2008.6
- 何年血統をやっていても「当たる」からやめられない! 王様・田端到のJRAフルコース 東邦出版, 2008.11